# Мира (звезда)
Мира или омикрон Кита (лат. ο Ceti, ο Cet) је променљива звезда у сазвежђу Кит, прва променљива звезда која је откривена, не рачунајући нове и супернове. Мира је двојна звезда, друга компонента система је такође променљива звезда, и носи ознаку VZ Ceti.

## Номенклатура
ο Ceti (латинизирано у Omicron Ceti) је Бајерова ознака звезде. Јоханес Хевелиус у својој Historiola Mirae Stellae (1662) назвао ову звезду Мира (латински за 'диван' или 'задивљујући'). У 2016. години, Међународна астрономска унија организовала је Радну групу за имена звезда (WGSN) за каталогизацију и стандардизацију имена за звезде. Први билтен WGSN-а из јула 2016. укључивао је табелу са прве две групе имена која су одобрена, укључујући Мира за ову звезду.

## Откриће
Немачки теолог и астроном-аматер Давид Фабриције је открио ову звезду у тренутку када је била треће магнитуде, 13. августа 1596. године. После пар месеци није више била видљива (голим оком, телескоп није још увек постојао), али ју је Фабриције поново видео 15. фебруара 1609, када је такође била треће магнитуде. Јохан Бајер ју је 1603. у својој Уранометрији означио словом омикрон (ο) и навео је као звезду четврте магнитуде. Јохан Холварда је 1638. године показао да сјај Мире варира — односно да постаје видљива — у правилним временским интервалима, због чега ју је Јохан Хевелије назвао Мира, односно „чудесна“ на латинском.

## Особине
Мира је црвени џин код кога долази до промене сјаја услед пулсирања, односно осцилација у у пречнику. Средњи период између два максимума износи 331,96 дана (приближно 11 месеци), али је подложан променама. Такође, и магнитуда у максимуму и минимуму варира: максимална магнитуда је између 1,7 и 4,9б док се минимална креће између 8,6 и 11,1. Крива сјаја је таква да је пораст сјаја по правилу бржи него његово опадање.
Спектрална класа Мире варира између М5е и М9е, што указује на то да је у питању хладна звезда. У спектру се уочавају изражене линије титан-оксида, као и линије неутралних метала. Осим тога, у спектру Мире се налазе и емисионе линије (због чега носи ознаку „е“ у спектралној класи), пре свега водоника.
Одређивање температуре и радијуса звезда попут Мире је проблематично, јер ови параметри зависе како од тога у ком се делу циклуса звезда налази, тако и од таласне дужине на којој се врши одређивање. Захваљујући близини Мире, могуће је одредити угаону величину (па на основу удаљености и њен пречник) директним мерењем. Мерења свемирским телескопом „Хабл“ дала су угаони пречник од 60 милилучних секунди. Полупречник Мире у видљивом делу спектра износи око 500 Сунчевих радијуса (2 АЈ), док је у инфрацрвеној области двоструко већи. Из ових мерења је добијена луминозност приближно 8500 пута већа од луминозности Сунца, и температура од 3000 К.
У језгру Мире је давно престала фузија водоника у хелијум, а хелијум је такође потрошен фузијом у угљеник и кисеоник. Величина и нестабилност Мире узрок су снажног соларног ветра — 10 милиона пута снажнијег од Сунчевог соларног ветра. У скорој будућности (у астрономским оквирима), Мира ће одбацити своје спољашње слојеве од којих ће настати планетарна маглина, док ће језгро остати у облику белог патуљка. Док се креће кроз свемир, Мира оставља за собом траг одбаченог материјала видљив у ултраљубичастом делу спектра, дуг 15 светлосних година.
Осим што је прва откривена, Мира је вероватно и најпосматранија променљива звезда: сваки максимум од 1638. године је забележен

### Мириде
Мира је најближа и најсјајнија (у максимуму) међу дугопериодичним пулсирајућим променљивим звездама, и представља прототип ове класе, по њој назване мириде. У питању су црвени џинови у чијем спектру су присутне емисионе линије. Период варира од 80 до преко 1000 дана, а варијације у сјају могу да буду и преко 10 магнитуда (магнитуда екстремног случаја хи Лабуда се креће између 3,3 и 14,2). И трајање периода и магнитуда минимума и максимума није константна, и нема два потпуно једнака циклуса.

## Пратећа компонента
Постојање пратиоца слабог сјаја у близини Мире је први пут предвиђено 1920. године на основу периодичних варијација у спектру Мире. Роберт Ејткен је 1923. први видео ову звезду, која данас носи ознаку VZ Ceti. VZ Ceti је видљива само у време минималног сјаја Мире. У питању је такође променљива звезда (вероватно бели патуљак са акреционим диском) чија магнитуда варира између 12 и 9,5. VZ Ceti начини једну револуцију око Мире за око 1800 година. Ове две звезде су међусобно удаљене приближно 65 АЈ.